# Káto Vassilikí
Káto Vassilikí (grec moderne : Κάτω Βασιλική) est une localité située dans le dème de Naupactie, dans le district régional d'Étolie-Acarnanie, dans la périphérie de Grèce-Occidentale, en Grèce.
Selon le recensement de 2021, elle compte 184 habitants.